# ویلا استنزه
ویلا استنزه (به ایتالیایی: Villa Estense) یک کومونه در ایتالیا است که در استان پادووا واقع شده‌است. ویلا استنزه ۱۶٫۰ کیلومتر مربع مساحت و ۲٬۴۰۷ نفر جمعیت دارد.